# Yang Longxiao
Yang Longxiao (8 de junio de 2002) es un deportista chino que compite en esquí acrobático. Ganó dos medallas en el Campeonato Mundial de Esquí Acrobático de 2023, plata por equipo y bronce en la prueba individual.

## Medallero internacional
| Campeonato Mundial | Campeonato Mundial  | Campeonato Mundial | Campeonato Mundial      |
| Año                | Lugar               | Medalla            | Prueba                  |
| ------------------ | ------------------- | ------------------ | ----------------------- |
| 2023               | Bakuriani (Georgia) | Medalla de plata   | Salto aéreo por equipos |
| 2023               | Bakuriani (Georgia) | Medalla de bronce  | Salto aéreo             |